# Нанук с севера
«Нанук с севера» (англ. Nanook of the North) — немой фильм, сочетающий в себе ещё полностью не сформировавшиеся на момент выхода картины жанры документального кино и драмы, снятый американским режиссёром Робертом Флаэрти в 1922 году. Фильм характеризуется отсутствием предвзятого подхода к съёмке, большого количества инсценировок и превосходства «цивилизационной нации», что было присуще значительной части этнографических картин начала XX века. Путём нового на то время метода, заключавшегося в продолжительном фиксировании на плёнке обыденной реальности, Роберт Флаэрти преследовал цель показать жизнь эскимосов такой, какая она есть, без прикрас.
«Нанук с севера» является одним из первых антропологических кинофильмов.

## Сюжет
Фильм посвящён эскимосам, населяющим берега Гудзонова залива в Канаде. В центре сюжета — проживающие в суровых  условиях северной жизни охотник и глава семейства Нанук (в переводе «Медведь»), а также две его жены и дети.
По своим размерам охотничьи угодья Нанука и его семьи под стать небольшому королевству. Они столь же велики, как и Англия, вот только население всего 300 душ. Вождь итивимуитов, великий охотник, известный на всю Унгаву - Нанук, белый медведь - отрывок из титров фильма.
В картине запечатлены основные составляющие быта эскимосов: охота на моржей, добыча пищи, строительство хижин-иглу, передвижение на собачьих упряжках. Роберт Флаэрти провёл среди эскимосов 16 месяцев с целью изобразить целый год из жизни этого народа.

## История создания
В августе 1910 года сэр Уильям Маккензи, чья трансконтинентальная Северная канадская железнодорожная магистраль была лишь на начальном этапе строительства, предложил пишущему эти строки отправиться в экспедицию на острова восточного побережья Гудзонова залива, где, как предполагалось, находились залежи железной руды - пишет Роберт Флаэрти в своей статье "Как я снимал фильм "Нанук с севера".
Будучи исследователем, Роберт Флаэрти в ходе четырёх экспедиций, заказанных Уильямом Маккензи, сумел найти залежи железной руды. Из-за того, что найденная руда была низкого качества, а её дальнейшая добыча не представляла интереса с экономической точки зрения, экспедиции, которые в общей сложности продлились шесть лет, были признаны неудавшимися. Однако на протяжении всего этого времени Флаэрти занимался не только поисками руды, но и киносъёмкой. Он планировал создать полноценный фильм об эскимосах, проживающих на территории Северной Канады. На деньги, полученные от продаж фильма Флаэрти хотел покрыть расходы на проделанные экспедиции. С 1913 по 1914 годы он использовал более 9 тысяч метров плёнки (30 тысяч футов), которую по окончании экспедиций благополучно доставили в Торонто.
Первая попытка создания фильма не была удачной, так как во время монтажа из-за случайно упавшей на пол сигареты произошел пожар, и вся имеющаяся плёнка сгорела дотла. Для Флаэрти это событие стало настоящей трагедией, однако, как режиссёр потом замечает в своей статье, возможно, это было и к лучшему, ведь сгоревшая плёнка была отснята весьма непрофессионально. После этого события интерес кино у Флаэрти только возрастал. Уже в 1920 году он решает вновь посетить эскимосов на полуострове Унгава в Гудзоновом заливе. На этот раз Флаэрти был настроен ещё серьёзнее и снарядился всем необходимым. Он взял: 23 километра плёнки (75 тысяч футов), передвижную электростанцию, кинопроектор, две камеры и печатную машину, которая позволяла бы демонстрировать эскимосам отснятый материал, чтобы те могли видеть допущенные ими во время съёмок ошибки. Окончательная работа над фильмом завершилась в 1922 году.

## Критика
В своей рецензии американский кинокритик Роджер Эберт говорит о том, что одна из ключевых сцен фильма, а именно охота на моржа, возможно, была частично смонтирована, так как зритель так и не увидел, как охотники достают на берег пойманного моржа. 
Другим вымышленным аспектом фильма, как пишет Эберт, является тот факт, что две женщины, изображенные на экране в качестве жен Нанука, а также представленные в фильме дети Нанука на самом деле таковыми не являются, и были подобраны для создания сюжета.
В своём эссе американский профессор и писатель Дин Данкан отмечает, что традиционная одежда , которую в фильме носят эскимосы, к тому времени уже не использовалась. Еще до съемок кинокартины эскимосы начали носить привычную для Запада одежду. Он также пишет, что показанные в фильме хижины-иглу изо льда и снега уступали место домам, сделанным из других материалов; что гарпун, при помощи которого охотился главный герой, был заменён ружьём, а вместо байдарок появились моторные лодки. Тюлень, которого Нанук во время охоты удерживает на канате, на самом деле уже мёртв, а тянут канат вместо тюленя друзья Нанука. Ещё одним постановочным кадром было убийство моржа. Во время охоты на него эскимосы попросили Роберта Флаэрти прервать запись, чтобы воспользоваться ружьями.
Американский кинокритик и писатель Денис Шварц в своей рецензии также говорит о некоторых срежиссированных моментах фильма. Так, для съёмки интерьера хижины-иглу было необходимо много солнечного света, которого практически не было внутри сооружения. Поэтому для съёмки этого фрагмента понадобилось снести половину хижины.

## Вклад
«Нанук с севера» сделал огромный вклад в развитие кинематографа. Несмотря на то, что в фильме присутствуют постановочные кадры, он считается одним из первых в истории представителей документального кино. В 2014 году британский журнал о кино «Sight & Sound» поставил «Нанук с севера» на 7-е место в рейтинге лучших документальных кинофильмов за всю историю кинематографа.

## В культуре
- В своей песне «Don't eat the yellow snow» («Не ешь жёлтый снег») американский композитор и музыкант Фрэнк Заппа делает отсылку на фильм «Нанук с севера», представляя, что он эскимос Нанук[10].
- Австралийская рок-группа «Regurgitator» в 1995 году сняла клип на песню «Blubber boy», который является пародийной версий фильма «Нанук с севера»[11].
- Канадская певица, исполнительница инуитского горлового пения Таня Тагак в 2015 году создала собственный музыкальный проект, посвящённый фильму «Нанук с севера»[12].
- В 1994 году режиссер Клод Массо снял документальный фильм, посвящённый процессу создания кинокартины «Нанук с севера»[13].
- Режиссёр Эмир Кустурица цитирует фильм  «Нанук с севера» в своём фильме «Arizona Dream» («Аризонская мечта»).

## Флаэртиана
Флаэртиана — международный фестиваль документального кино, который ежегодно проводится в Перми. Фестиваль, получивший имя американского режиссера, обозначил эстетические принципы, которые Роберт Флаэрти впервые применил в фильме «Нанук с Севера». Основной признак такого кино — главный герой, который проживает на экране часть своей жизни, сформулированную режиссёром согласно законам драматургии. Главные методы — длительное наблюдение, «привычная» камера. Первый фестиваль состоялся в 1995 году и до 2006 года проводился один раз в два года скорее по формуле теоретического симпозиума, чем конкурса. С 2006 года фестиваль перешел в статус ежегодного международного фестиваля документального кино с международным жюри.

## Интересные факты
- 16-месячные съёмки фильма обошлись в $53 000[1].

- У Роберта Флаэрти был роман с Найлой, одной из женщин, сыгравших роль жён Нанука. Более того, Найла даже родила от режиссёра ребёнка Джосефа[15].
- Главного героя фильма Нанука на самом деле звали Аллакариаллак[2].